# エースコンバット3 エレクトロスフィア
『エースコンバット3 エレクトロスフィア』（ACE COMBAT 3 electrosphere、通称エースコンバット3）は、1999年5月27日にナムコ（後のバンダイナムコエンターテインメント）より発売されたプレイステーション用フライトシューティングゲーム。エースコンバットシリーズ第3作。
ゲームの進行にストーリーを深く反映させた初のエースコンバットで、付属品としてイラストや資料などが収められた小冊子「フォトスフィア」も同梱された。シリーズの多くの作品が舞台とする架空世界「ストレンジリアル」の年表では最も未来に位置しており、2040年における企業間戦争を描いている。

## 作品概要
20世紀最後のエースコンバットシリーズ作品で、約9ヶ月後にPlayStation 2が発売されるタイミングで発売された。初代プレイステーションではシリーズ最終作品となっており、ハードウェアスペックを使い切ることで、発売当時としては豪華な動画を多用した演出や写実的なグラフィックを実現している。
エースコンバット7制作時に後付された設定ではあるが、本作も他作品と共有する架空世界「ストレンジリアル」に編入されて他作品とストーリー上の繋がりがあることになり、結果的にストレンジリアルの年表では最も未来（2040年）に位置する作品となった。ユーザーインターフェースは白を基調とした未来的なインターフェースとしており、SFアニメを手掛けてきた佐藤大の脚本参加、大々的に導入されたアニメーション、テクノを基調としたクールなBGMなど、その作風はシリーズ内でも異色と言える。

### ストーリー
2010年代に急激な成長を開始した「ゼネラルリソース」を始めとする国家を超える規模を持つ巨大多国籍企業体の台頭によって、国家という枠が意味をなさなくなった世界。国家を上回る力を持つ多国籍企業の台頭により国家が形骸化したことで国家間紛争は減少していったが、代わりに多国籍企業体同士の間で企業間紛争が繰り広げられるようになっていった。
2040年、ユージア大陸全域を領土としているが、今やゼネラルリソースの事実上の信託統治領と化している巨大連邦国家「USEA」では、ゼネラルリソースと新興企業の「ニューコム」の2つの世界的企業がしのぎを削り、両社が擁する私設軍事組織同士の軍事衝突の緊張が高まっていた。企業から全面的な支援を受ける弱小勢力に過ぎないが、名目上両社を調停する立場にある新国際連合共同体（NUN）の治安維持対策機構「UPEO」が擁する特別航空部隊SARFに所属する戦闘機パイロットである主人公（プレイヤー）は、同じくSARFのメンバーであるレナ、フィー、エリックらと共に、ゼネラルとニューコムの対立、そして人類の電脳化を巡る戦いに巻き込まれてゆく。
（2019年のゼネラルリソースについてはエースコンバット7の追加コンテンツで描かれている）

### ゲームシステム
ゲームの進行方法が他の作品とはやや異なる。まず作戦報酬金額の概念がなくなり、機体の購入や売却といったシステムも同時に削除された。本作では物語の中に戦闘シーンが盛り込まれており、キャラクターとのやりとりがアニメーションで描かれている。所属組織とシナリオの進行状況によって与えられる複数の機体から1つの搭乗機を選ぶ。飛行時の特徴では、燃料の残量計が無く、所要時間がクリア後のABCD評価の対象になる・ミッションによっては制限時間がある、等、経過時間のタイマーがゲーム上で重要になっている（2でも最速達成時間が保存される等、以前にタイマーが無かったわけではない）。
敵と交戦している途中にも決断を迫られる時がある。敵パイロットと会話の流れで転属していく場合もあり、物語は分岐してエンディングも変化する。
追加された主なシステムは、機体ごとに特性の異なる機銃とミサイルが複数種用意され個別に選択が可能になったこと、作戦中のミッションアップデート（ブリーフィング目標達成後からの作戦目的追加）、離陸・空中給油・着陸の操作、戦闘結果によるシナリオ・ミッションの分岐、ミッションクリア時にランクで段階評価、視点操作、敵機への自動視点あわせなど。これらは続編でも用いられている。本作のみの特徴としては、所属先の変更、宇宙ステージ、独特のHUDの表示が挙げられる。特にHUDは、ベクトルマーカーの表示、上下左右の傾いている方向が視覚的にわかりやすい円状型角度計、速度計の横に併記された加速度を回転で示すグラフィックなどが特徴である。
作中で使われる用語の一部については、インターミッション画面で選べる用語集から参照し、詳しく知ることができる他、登場人物の会話ログの大半を再生することも可能。
作戦中でのプレイヤーの行動によってシナリオやミッションが分岐し、5種類のエンディングが用意されている。そして、全てのシナリオをクリアすることで物語の全体像がプレイヤーに分かる様になっている。本シリーズのほとんどは機体選択が比較的自由であるが、本作では本編中で進行しているルートやミッションによって、機体が最新式に更新されて旧式機体が廃止されたり、所属が変わることで使用可能な機体の系統が変更されたり、特殊な状況では使用できる機体や第2兵装が固定される場合がある数少ない作品でもある。
セーブデータは3つあるアカウントと言う形でいずれかに名前を入れて3つある難易度を選択することになる。プレイ中は使用しているアカウントごとに6つのデータが保存できるようになっている独特の仕様。そのため、3難易度ごとのセーブデータ(3アカウント)に個別のルートのセーブデータを作ることができる。
エレクトロスフィアに常時接続しているという設定上、架空のOSのユーザーインターフェースに作中世界に関する断片的な情報が呈示される形式を取っている。
公式サイトに掲載されている開発スタッフのコラムによれば、膨大な追加要素のためデータがCD-ROM2枚分を超えそうになったところをデータ圧縮などの工夫をして収め、さらにCD-ROM上のデータ配置を最適化したことによりロード時間を「殆ど無い」と言えるまで短縮することに成功したという。

### 作品の特徴
グローバル化に伴う多国籍企業の台頭とそれによる国家の崩壊、多国籍企業間の対立、マスメディアの概念・設定、インターネット、電脳化、AIを取り入れるなど、世界観の徹底した作り込みが行われ、前作までのシリーズ作品と比較してストーリー性が非常に強くなった。また、アニメパートを導入し、SFアニメ的世界観での戦争を体験可能とした。発売当時としては、アニメーションによる演出とプレイステーションの性能を限界まで引き出した3Dグラフィックのクオリティは高く、機体の挙動についても前作より緻密にコントロールが可能となった。

#### アニメによる演出
元々、本作はエースコンバットシリーズとは全く無関係な企画として制作が開始された。全体的には1970年に開催された日本万国博覧会のパビリオンなどに用いられたレトロフューチャーのデザインを用いており、シリーズ初のアニメパート導入によりカジュアルなSFアニメのような作風となっている。従って、トップガン的な戦争観を売りにするエースコンバットシリーズでは異色作となり、シリーズのファンを中心に否定的な意見もあった。
アニメパート制作はProduction I.Gが担当し、脚本家の佐藤大を舞台設定・脚本担当として招いている。また、制作開始の3年程前に放送していた新世紀エヴァンゲリオンに影響を受けた制作スタッフが多く、エアロコフィンで操縦を行う兵器デザインや登場キャラクターのデザインや心理描写に影響が垣間見える。アニメーションによるゲーム演出は各界に影響を与えることになり、アニメ業界には特に大きな影響を与えたとされている。ゲーム業界ではファイナルファンタジーシリーズが社会現象と呼べるほど流行し、RPG以外のジャンルでもゲームの進行でストーリー進行が影響を受ける作品が多数制作されていた。本作ではアドベンチャーゲームのようなシナリオ分岐とマルチエンディングを採用し、全てのエンディングに到達すると作中の世界に関する真実が明かされる仕組みとなっている。この仕組みは、シリーズ次回作の『04』以降にも影響を与えた。

### 備考
- 主人公は前作までは傭兵だったが、今作はスタート時には国際機関の航空部隊に所属している。また世界観設定のためシリーズで唯一『国家が編成する空軍』が登場しない（2017年現在）。基本的には国際機関や企業の正規軍に所属するが、ストーリー進行によってはクーデター軍といった非正規軍に所属する可能性がある。
- シリーズで唯一（2022年現在）、所属先を途中で変更できる。所属先は初期の公的機関、民間企業の私設軍事組織（2社）、蜂起した武装勢力の4つであるが、『国家が編成する空軍』や前作までのような傭兵には転職できない。
- 『UGSF』は『ACE COMBAT 3』の数世紀後の世界という設定が『New Space Order』の公式サイトで公表されている。ただし、これはいわゆる後付け設定である。
  - また、ナムコおよびバンダイナムコが手掛ける作品においても、本作出自を思わせる舞台設定内容が存在する。
- 作中に登場する航空機の半数近くが架空の機体である。残りの航空機も、F-15、F-22、Su-37などの実在する機体の発展機という設定である。
- ジャケットイラストは白を基調とし、描かれている戦闘機はSu-37をベースにしたゲームオリジナルデザインの機体である。
- アニメーションパートが追加されたことからキャラクターの声に著名声優が起用されているが、前述の通り容量が限界に近いためキャラクターの英語音声は収録されず、日本語音声のみの作品となっている（2016年現在シリーズ中では唯一）。なお、シリーズの他作品は、『エースコンバット1』、『2』、『04』、『X』は英語音声のみ、『エースコンバット5』、『ZERO』、『6』、『X2』、『AH』、『3D』、『7』は英語・日本語両音声である。
- 英語音声はゲーム内のナビゲーション音声のみしか収録されていない。そのため、日本国外版はキャラクター・ストーリー面が大幅に削られている。同様に、ブリーフィング画面では日本語音声による口頭説明は削られたが、その代わりにブリーフィング画面用のBGMが挿入された。

### 登場人物

#### UPEO
Nemo
名前はゲーム開始直後に行われるアカウント作成（セーブデータ作成）で初期設定されているアカウント名のもので、アカウント名は自由に変更可能。当初はSARF所属の4番機パイロットで、数々の戦闘の中で徐々に頭角を現し、時に同僚達の誘いを受け自身の判断で他の組織への異動する、あるいは拒否などしながら所属先をめぐり、エースパイロットとしての地位を固めていく。それらの分岐した全ての戦いが終わった時、エレクトロスフィア（電脳空間）を中心とした、この世界の真の姿を知ることになる。
その正体は、ニューコム社の研究者、サイモン・オレステス・コーエン博士により開発されたAI（人工知能）。その性質上、コンピューターに神経接続された人物の記憶や外部のカメラの映像を読み取ったり、逆にハッキングを行ったり、エアロコフィンの同時操作をしたり、エレクトロスフィアにダイブしたり、といったことも可能としている。そして、作中の2040年の世界はサイモンによって行われたシミュレーションであり、かつてサイモンが横恋慕していたヨーコ・マーサ・イノウエ博士の死後、デッドコピー（複製人格）としてエレクトロスフィア上で生き残ったアビサル・ディジョンへの復讐を確実に遂行するためのテストに過ぎなかった。エレクトロスフィア上で活動するディジョンを、全てのシナリオで完全に消去できる可能性を証明すると、テスト完了と判断したサイモンによってパージされた。本作のPS用ゲームディスクの盤面にも「2030 S.O.C PROJECT "NEMO" ARCHIVE DISC」と、サイモンのフルネーム「Simon Orestes Cohen」のイニシャル（前記のS.O.C）を含むプロジェクト名が印刷されており、このゲーム自体がサイモンの所業を収めたアーカイブであることを演出している。
台詞の類いは一切無く、無線の呼びかけやチャットにも全く返答しない。よって、自身の意思はミッション中での行動で示すことになる。自身が人間と言う認識で作られているため、作中での演出やエンディングによって自身の正体を断片的にのぞかせるようになっている。シミュレーション内では紘瀬玲名に自身との飛行パターンの類似性を指摘されており、オプトニューロンを使用した玲名の人機一体的な飛行とAIとして初めから機体と直結で飛行するNemoの性質が一致したのか、もしくは開発に当たっては実在のパイロットのデータも利用されている事が示唆されている。
Nemoとはラテン語で「誰でもない」を意味する単語である。
紘瀬玲名（Rena Hirose）
声 - 白鳥由里
2021年4月27日生まれ。SARFのパイロットであり、同隊の隊長を務める。コールサインはSARF-ONE。
太陽光線に含まれる「E-ray」を浴びることができない「シルバーストーン病」を患っており、外出時は宇宙服のような防護服を着る必要がある。そのことによって幼少期に周囲の好奇の目に晒され、内気な性格になり、その反動で空を飛ぶことへの強い憧れを抱いていた。2030年、わずか9歳にしてパイロットとしての才能を認められゼネラルリソースに入社。2031年から同社の極秘研究「DOE計画」の被験者となる。ゼネラル社の機密に関わっていたため、DOE計画の凍結後も長期間軟禁されていたが、2037年にUPEOへ移籍し、SARFのエースパイロットとなった。難病を抱えながら天才少女パイロットとして自己実現を果たした姿がマスコミで大きく取り上げられており、美貌だけでなく、感情を表に出さない性格と物静かな口調も相まって、UPEOのアイドルと呼ばれるなど、世間の高い人気を得ている。一方で「空を飛ぶ」ということにアイデンティティの多くを依存しており、空を舞える立場＝「翼」を守るためには他を犠牲にすることを躊躇わない。また、現在は別組織に所属しているディジョンに、未だに強い従属心を抱えている。任務の最中、プレイヤーの戦闘機動に自分と似ている部分を感じ、関心を示す様になる。
ゼネラル在籍時に受けた手術によって、自らの中枢神経と操縦する機体とを直結する人工光速神経網（オプトニューロン）を埋め込まれており、空戦時にハイパフォーマンスを発揮する。UPEOでの乗機はオプトニューロン仕様の特殊なENSIシステムに対応した専用のSu-37で、このために作戦に応じた搭乗機の変更を困難としている。パイロットスーツも宇宙服に類似した独自のものを着用する。
ストーリーの終盤では、イーオン粒子が存在する空域でのみ従来機よりも遥かに高性能なX-49 ナイトレーベンに搭乗し、自身に埋め込まれたオプトニューロンとの組み合わせで異次元の実力を発揮することになる。
フィオナ・クリス・フィッツジェラルド（Fiona Chris Fitzgerald）
声 - 渡辺久美子
2016年1月26日生まれ。SARF所属の2番機パイロット。SARFでのコールサインはSARF-TWOで、NEU移籍後はSISTER。
22歳でエドワーズ大学院航空工学研究科修士課程を修了し、2039年にUPEOに所属した。明るく歯切れの良い性格で、時に粗忽な面も見せる隊のムードメーカーだが、本質はしっかりした優等生。同僚であるプレイヤーに対してはライバル意識も持っているが、寄せる信頼も厚い。両親がゼネラル社上層部に属するという恵まれた家庭に育ち、3歳の頃からパイロットとしての英才教育を受けてきたが、自らの正義感やニューコムに入社した姉のシンシアへの反発からゼネラル、ニューコムのどちらも選択せず、UPEOに入りSARFのパイロットとなった。幼い頃から常に比較されてきた天才にして夢想家の姉に対して、強い憧れや愛情、コンプレックスが混在した複雑な感情を抱いており、それが負けず嫌いな性格の元となっている。
エーリッヒ・イェーガー（Erich Jager）
声 - 保志総一朗
2016年8月30日生まれ。SARF所属の3番機パイロット。コールサインはSARF-THREE。
2039年にオックスフォーム大学政治学部国際政治学科を卒業後、UPEOに所属する。中流階級の出身で、SARFのメンバーの中では最も飛んで戦うことに無自覚である。レナを同僚でありながらアイドル視し、ゼネラルとニューコムの戦争も他人事のようにとらえるなど、未成熟な面が目立ったが、戦いを重ねる中で成長していく。Su-37へのこだわりが強く、ゲーム開始時に同機に乗っているレナを羨ましがり、後に乗機としてからは、最新型のSu-43が配備された後もSu-37に乗り続ける。
なお、2019年を舞台としたエースコンバット7ではオーシア空軍のロングレンジ部隊所属のパイロットとして、息子がいるとされる「イェーガー」というキャラクターが登場しており、彼がエリックの父親であることが7のスタッフインタビューで示唆されている。
ガブリエル・W・クラークソン（Gabriel W. Clarkson）
声 - 糸博
1984年2月29日生まれ。UPEO代表議員。
2010年にオックスフォーム大学大学院政治学部国際政治学研究科の博士課程を修了。某国で官房長官・外務大臣を歴任した後、USEA連邦議会議員を経て2029年にNUN新国際連合役員に就任し、2037年にUPEO治安対策機構代表に着任。ニューコムと太いパイプがあり、「ゼネラルの傀儡」と揶揄され実質的機能を果たしていなかったUPEOの再建に成功する。穏健派として知られ、対話を重んじる平和的な人物ではあるが、その姿勢は前時代的なものと批判されることも多い。
ギルバート・パーク（Gilbert Park）
声 - 麦人
1992年3月6日生まれ。UPEO司令。本名は「朴・影鉄」であり、それを英語風に表している。
2014年にペイジン大学経済学部を卒業してゼネラルリソースに入社後、2031年に同社の推薦を受けUPEOへ移籍した。ゼネラルリソース出身だが、過去にニューコムへの研究者移籍を手引きし、保身を図った研究者たちに首謀者としてゼネラルに売り渡された過去を持つ。そんな危機的状況にあったところをゼネラルのナシメント常務に救われると、ほとぼりを冷ます形でUPEOへ出向させられ、以降はゼネラルの意を汲んでUPEOを操る役を担うようになった。しかしそれに飽きたらぬ野心を秘めており（ディジョン曰く「人間の業そのもの」）、ゲーム中盤以降では関係の悪いクラークソンを暗殺し、ゼネラルとニューコムの共倒れを画策するようになる。あるルートでは、主人公自身の手により搭乗機を撃破され暗殺されることになる。

#### ゼネラルリソース
アビサル・ディジョン（Abyssal Dision）
声 - 江原正士
1997年10月10日生まれ。GRDF隊長。コールサインはABYSS。
2018年にサンドバリーGR防衛大学工学部航空宇宙工学科を卒業。同年9月よりゼネラルリソースに入社し、GRDFのパイロットとして配属される。2026年のテロ鎮圧作戦における功績からGRDF隊長に任命され、体力の衰えが出る40歳を越えてなお第一線で活躍している。GRDFの隊長として、テレビ番組に出演しゼネラルリソースの意思を代弁することもあり、一介のパイロットに留まらない存在感を有している。その性格は沈着冷静で、腕利きの実戦派パイロットが揃うGRDFにあって部下から深い信頼を得ている。一方で深謀遠慮に富み、腕を見込んだプレイヤーに対し作戦飛行中にも関わらず露骨なGRDFへの勧誘を仕掛ける、あるいは上層部の意も得ないまま独断専行で作戦行動を行うなど、長い付き合いのあるキースですら行動の真意が掴めないことが多い。主人公と出会った当初は黒くカラーリングしたF-15S/MT"Eagle+"を専用機としているが、ゲーム中盤以降は同じく黒いF-22C"Raptor"に乗り換える。更に、ウロボロス結成以後は極秘に保管されていた超高性能戦闘機の「UI-4054 オーロラ」をウロボロスに持ち出して乗り換えている。ヨーコとはかつて恋愛関係にあり、彼女の研究にも被験者として協力していた。
ゲーム中に登場するディジョンは、2030年の電脳化実験でエレクトロスフィア上に複製された意識のみの存在で、ディジョン本人ではない。そのため、肉体の老化は無くなり、40代以降も第一線のパイロットであり続けることが可能となっていた。ウロボロスの声明によれば、これが人類初の電脳化であったという。2030年にゼネラル上層部はヨーコの電脳化に関する研究を危険と判断し、特殊工作部隊を送り込んで研究施設ごと爆破しこれを抹消したが、ヨーコとオリジナルのディジョンは当該研究施設内で電脳化実験を行っていたため、この爆破に巻き込まれて死亡している。この電脳化実験によりエレクトロスフィア上に複製された直後のディジョンの意識のコピーは、自身がオリジナルであると思い込んでおり、研究施設の複数のカメラを介して見知らぬ肉体を持ったディジョンとの恋愛模様と施設爆破の瞬間を目撃していた。その後は自分がオリジナルであると思い込んだまま、エレクトロスフィア上を移動しながら、自らが爆破事故から生還したように装っていた。しかし、研究施設爆破から10年が経過する間のうちに、ヨーコと言う恋人を殺された記憶や、現実世界で姿を見せる事が出来ず、自分以外に電脳化された人間が存在しないという孤独な状況が彼自身の性格を大きく歪めて行くことになる。最終的には、全人類を電脳化して肉体から解放するという建前を掲げて志願者を集め、ウロボロスを結成して既存企業に対してクーデターを起こす。
どの展開においても最終的には必ず自らが乗る機体を撃破され、自分自身の人格データを破壊される事になる。エレクトロスフィアにおける戦闘時の「オマエは、サイモンだったのか」等と言った断末魔の言葉が真のエンディングへの伏線となっている。
キース・ブライアン（Keith Bryan）
声 - 中村大樹
2010年5月19日生まれ。GRDFの戦闘機パイロット。コールサインはMADCAP。
2028年にサンドバリーGR防衛大学付属高等学校を卒業しゼネラルリソースへ入社。ディジョンとのチームではもっぱら戦闘攻撃機に乗り、制空戦闘機に乗るディジョンのバックアップを務める。ディジョンとは古い付き合いで、彼と対等に話せ、またその操縦の腕を認められている数少ない人物。が、最近はディジョンとデータースワローを介する以外でコミュニケーションをとる機会が皆無で、一抹の寂しさを感じている。ストーリー進行によってはGRDFで共に戦うことになるプレイヤーを当初は見下すも、後に「相棒」と認める。意外に古風な考え方をしており、電脳化には全く理解を示さない。そのため全人類の電脳化を掲げるウロボロス、ひいてはディジョンとの対立の道を歩むことになる。
ヨーコ・マーサ・イノウエ（Yoko Martha Inoue）
声 - 玉川紗己子
1999年9月3日生まれ。ゼネラルリソースの科学者。2025年にアクセル大学大学院脳生理学研究科の博士課程を修了。同年ゼネラルリソースに入社すると、2028年より始動されたDOE計画に参加し、サブリメーションの基礎理論を構築する。
ディジョンと恋愛関係にあったが、2030年、電脳化実験を危険視したゼネラル上層部が彼女のいた研究施設に特殊工作部隊を送り込み、事故に見せかけた爆破工作を行ったことで死亡する。満30歳没。
オリジナルのディジョン以外にディジョンが電脳化されたことを知る唯一の人物であった。オリジナルのディジョンと彼女が爆破工作に巻き込まれて死亡したことで、エレクトロスフィア上にコピーされたディジョンは自身の実際の姿を示す術をなくし、その性格を歪ませていく。

アルデア・カルロス・ナシメント（Aldair Carlos Nascimento）
1964年7月21日生まれ。ゼネラルリソース社の常務。1989年ペイジン大学経済学部卒。
ゼネラルリソースの真の実力者であり、社内で失脚しかけたパークをUPEOへ送り込むなど、様々な策謀に関与している。心臓に持病を抱えており、人工心臓を含む数度の移植手術を受けている。ゲームの途中で、パークとディジョンの謀略によるハッキングにより人工心臓に誤作動を起こされたため突然死した。75歳没。

#### ニューコム
シンシア・ブリジット・フィッツジェラルド（Cynthia Bridgitte Fitzgerald）
声 - 川村万梨阿
2012年2月9日生まれ。フィオナの姉で、Rナンバー開発に携わる一流の科学者にして、かつNEUのチーフコンサルティングパイロット。コールサインはPRIEST。
2033年にチョピンブルグ大学大学院遺伝子工学研究科修士課程を修了。同年にゼネラルリソースへ入社し、4年間の勤務を経て2037年にニューコムへ移籍した。ゲーム初登場時の搭乗機は専用のカラーリングが施されたR-102で、後に実戦配備されたR-103に乗り換える。エレクトロスフィアの可能性を狂信的なまでに信じる。
両親はともにゼネラルの幹部で本人もかつては在籍していたが、保守的な体質を嫌い革新的なニューコムへ移籍した。本業のパイロットの他に、サイモンのAI研究の被験者として、電脳化実験にも協力している。
本ゲームのオープニングアニメーションはシンシアがR-103をテスト飛行させるシーンで幕を開ける。
サイモン・オレステス・コーエン（Simon Orestes Cohen）
声 - 中尾隆聖
2000年1月17日生まれ。ニューコム・インフォに所属する技術者であり、プレイヤー達に多岐にわたって科学面の助言・協力を行う。
2023年にアクセル大学大学院情報学研究科の博士課程を修了。在学中の2022年に研究発表した「遺伝子情報交換による人工知能構築の基礎理論」でエレクトラ賞を受賞。2023年よりゼネラルリソースに入社。8年間の勤務の後、2031年にニューコム社に移籍している。先鋭的なニューコムの中でも、科学に関してラディカルな発言・考え方をする人物。オープニングフィルムから、かつてヨーコに思いを寄せていたことが見て取れる。ストーリー進行によってはニューコムに移籍するプレイヤーに対し、意味深な発言をする。先鋭的なAI（人工知能）の研究者であるが、「無から人間そっくりのAIを実現することは不可能だが、逆に、人間の意識をAIに仕立て上げる方法ならば可能性がある」と語るなど、その思想は電脳化(人間の意識そのもののコピー)に近く、それを変質させるという応用ともとれる。この作品全体のストーリーの黒幕で、主人公であるAIを設計した張本人である。

## 用語集

### 国家、組織など
ゼネラルリソース（General Resource LTD）
ユージア大陸を実質的に支配する巨大多国籍企業体（Multi-National Company）。USEA北部の大都市ポート・エドワーズに本社を構えている。
数多くの大企業の合併統合の末に誕生した企業であり、衣服から食料、医療などあらゆる産業を網羅し圧倒的なシェアを誇り、「ゼネラルリソースのロゴのないものはない」と言われるその絶対的資本力によって、政治・経済・司法・軍事など全ての面で国家を凌ぐ影響力を持つ。しかし、強大な資本力や影響力を背景にした他社への圧力や大規模開発の環境に対する無配慮など、その強権的な経営手法は反グローバリズム団体や環境保護団体などからの強い反発を招いており、反企業過激派によるテロの標的となることも珍しくない。また、巨大企業ゆえに企業としての思想は保守的で、ゼネラルリソース社内のDOE計画で行われたナイトレーベン開発や電脳化研究などは上層部が危険視し、実力行使で凍結してしまう程である。その方針に不満を持つ技術者がニューコムへの集団移籍を行うなど、ニューコムと比較して先進性を求める技術職や研究職にとって企業としての魅力に欠ける面がある。ITインフラに強みがあるようで、あらゆる情報・電子機器の管理を司る電脳空間「エレクトロスフィア」と、その端末OSである「データースワロー」を開発して大きなシェアを獲得している。
主に重工業、建設、都市開発、エレクトロニクスを得意としており、地下都市ジオフロントや大陸間道路の建設で知られている。
本作の続編で過去の世界の話である『エースコンバット6』にはグレースメリアの港に陸揚げされたコンテナにゼネラルリソースのロゴマークが見える。『エースコンバット7』ではDLCミッション群「SP MISSION」や公式コラム第4弾にて登場。創業当時からポート・エドワーズに本社を置いており、ユージア大陸の復興整備事業で業容を拡大し、更に軍縮条約による兵器解体によってユークトバニアやオーシアの資本を取り込むなど、多国籍企業体へ至る経緯などが描かれているほか、グループ会社として商社のGRトレーディング、造船業のGRマリン・アンド・シップス、PMCのGRガーディアン・マーセナリーズ（GRGM）、電子機器製造業のGRフォンテックの企業名が確認できる。「SP MISSION」本編では主人公であるトリガーの暗殺をオーシア連邦軍一部勢力から依頼されたGRGM所属の航空部隊「ミミック隊」や、GRトレーディングが買収し、GRマリン・アンド・シップスが改修した潜水航空巡洋艦のアリコーンが主要な敵として登場し、プレイヤーと戦うことになる。
UGSFシリーズにも銀河連邦宇宙軍に兵器を供給する企業として登場する。『リッジレーサー5』にはゼネラルトレーディング社の看板が、『リッジレーサー6』にはゼネラルリソースが運行している航空機やデータースワローなどの看板が、『リッジレーサーズ2』には新規に追加されたコースにゼネラルリソース社の看板が、『リッジレーサー7』にはニトロシステムの供給元として登場する。『ドリフトスピリッツ』には一部の車種（ランサーエボリューション3（☆7仕様）、RUF・CTRなど）にゼネラルリソースのロゴマークがステッカーとして登場。
GRDF（General Resource Defense Force）
ゼネラルリソースが有する軍組織。「対テロ自主防衛」を名目に設立された組織だが、その実態は合法非合法を問わず内外の反抗勢力を排除することを目的とする部隊である。USEAに対する治安維持協力といった表向きの活動から、反対組織への工作活動や社内粛清まで、その任務は多岐にわたる。所属隊員は大卒のエリートが中心だが、叩き上げの隊員もいるなど、経歴だけではなく実力と実績も重んじられる。一企業による経済支配で弱体化した国家間では、戦争状態になるほどの対立は発生しなかったため、新たな兵器の開発は進んでおらず、GRDFでは旧来の兵器を改良した物を多く使用している。特に航空機ではそれが顕著で、2040年代に入った現在も初飛行から60年以上が経過したF-15やF-16の改良型を使用している。パイロットからは安定した飛行ができる堅実な旧型機への信頼は高いが、性能で勝る新機軸の「Rナンバー」シリーズを有するニューコムに対抗するために新型機の開発を進めている。
ITTC社（In-sa-net Telegraph and Telephone Communication）
ゼネラルリソースグループの通信会社。1953年にUSEA国営の電信電話会社として設立。2023年に民営化し、翌年の2024年にゼネラルリソースグループの傘下となった。2031年よりエレクトロスフィアを媒介として画像や音声、文字情報をリアルタイムでやり取りできるビデオメール・ビデオフォンサービスを開始。翌年のデータースワローの発売以降、世界的規模で標準通信システムとして利用されている。
GBS（General Broadcasting System）
2035年に設立されたゼネラルリソースグループのスフィア民営放送局。
比較的エンターテイメント性の高いドラマやバラエティ、スポーツ中継を始めとした幅広い番組編成を有し、視聴率では他局を圧倒している。
ジオフロント
ゼネラルリソースの巨大地下都市。隕石の落下によって壊滅したUSEA北東部の都市セント・アークに建造されている。ジオフロントとは地下都市の意。
地下トンネルで地上と結ばれており、多数のシャフト（支柱）で構造を維持している。このシャフトには、災害時に使用される都市起爆システムが組み込まれており、万一の場合には支柱の爆破によって都市全体を崩壊させることも可能である。地下都市という性質上、空気清浄システムとしてイーオン・ジェネレーターが多数設置されている。
DOE計画
ゼネラルリソースが2028年から2033年まで進めていた極秘軍事研究計画。DOEとは「Darkness Of Enigma」の略。具体的な内容は不明だが、大出力レーザー兵器やイーオン粒子を用いた新型推進システムを有する次世代軍用機（後のX-49）やその操縦に必要な人工光速神経網（オプトニューロン）、ヨーコ・マーサ・イノウエが行っていた電脳化などの研究開発を行っていた。しかし、それら研究内容が余りに先進的すぎたことに加え、オプトニューロンの被験者兼X-49のテストパイロットにまだ幼かったレナを選ぶなど倫理上の問題点も多く、それが原因で計画そのものがゼネラル上層部に危険視された結果、中枢メンバーなどが謀殺されるなどして凍結となり、研究機として完成していたX-49も表向き破棄扱いとして極秘にUPEOへ譲渡、保管されることとなった。
ニューコム（Neucom inc.）
近年の急成長によりゼネラルリソースとの対立が深刻化しつつある新進の企業。社名は神経細胞を意味するニューロンとコンピュータを合わせた造語で、ゼネラルリソースと同じくポート・エドワーズに本社を構える。
財政難から民営化されたとある政府機関「政府宇宙管理機構（EASA）」が前身であり、民営化直後に大手航空会社を吸収合併した後、上層部の保守的な方針に不満を持つゼネラルリソースの技術者が離反して集団移籍したことで誕生した。現在のニューコムは大別して「ニューコム・バイオ」「ニューコム・インフォ」「ニューコム・スフィア」「ニューコム・スペース」「ニューコム・パブリッシング」の5部門で構成され、近年ではさらなる他業種への進出も見せる巨大複合企業である。ゼネラルリソースと比較して自由で先進的な企業風土を持ち、そのために数多くの優秀な技術者を集めることに成功している。特にバイオ・ナノテク分野や優れた宇宙開発力に支えられた情報通信分野の技術力はゼネラルリソースのそれを大きく上回っており、これらを独占的に利用することで強大なゼネラルリソースの資本力、影響力に対抗している。
しかし、ゼネラルリソースが保守的・信頼・利益至上主義とするならば、ニューコムは先進的・科学技術至上主義であり、非人道的研究や充分な実証期間を経ないままでの先進技術の利用開始、環境破壊がマスコミなどから強く非難されている。作中では原因不明の暴走を起こしたナノバイトを破壊するミッション、十分な実証期間を得ないままに稼働を開始したマイクロ波発電所が目標となったミッションがある。
ナノテクノロジー、バイオテクノロジーといった先進的な技術を用いる分野や情報通信、宇宙開発を得意としている。
なお、UGSFシリーズにも、銀河連邦宇宙軍に兵器を供給する企業として登場する。また、『リッジレーサー6』にはニューコムが運行している航空機やエレクトロスフィアなどの看板が、『リッジレーサーズ2』には新規に追加されたコースの上空を飛行する飛行船が、『リッジレーサー7』には一部の車種のデザインとして登場する。
情報環境開発事業部「ニューコム・インフォ」
新世代AIや連想記憶メモリの開発など、コンピュータ技術の研究開発を担当。一部の技術は無人戦闘機などの軍事兵器への応用が行われている。
宇宙環境開発事業部「ニューコム・スペース」
航空宇宙産業を担う。「Rナンバー」シリーズや「イーオン・ジェネレーター」などの新技術を生み出した。ニューコムの高い技術力を支える基幹部門の一つである。
生命環境開発事業部「ニューコム・バイオ」
バイオ・ナノテクノロジーを担当する。生化学研究事業の他に、ナノマシンを建築作業に応用した「ナノバイト」の研究開発なども行っている。
通信環境開発事業部「ニューコム・スフィア」
NOC（Network Operation Center）事業から、「エレクトロスフィア」を構成する地球規模の衛星ネットワークシステムまで、通信事業全般を担当する。
広報外務部「ニューコム・パブリッシング」
ニューコムの対外的な広報や外務交渉の他、それらを含めた報道や出版による大衆操作なども担当する。
NVS（Neucom Visual Server）
2033年よりニューコムが開始したエレクトロスフィア上での放送番組配信サービス。業界で初めてエレクトロスフィアというメディアを用いた放送を行った。
サービス開始当初は他局制作の番組を放送していたが、最近は主にニューコム独自制作の科学情報番組を放送している。
NEU（Neucom Emergency Unit）
ニューコムが有する非常事態対策機構。元々は自社に関連する事件事故などの不測の事態に対応するための警備部門だったとされているが、現在は主にゼネラルリソースとの軍事的な摩擦に備えた軍組織となっている。配備されている兵器群には同社の誇る最新技術が投入されており、流線形を多用した有機的デザインが特徴の新世代航空機「Rナンバー」シリーズを始めとして、対立するGRDF側の装備を上回る性能の兵器が配備されている。
メガフロート（Mega Float）
ニューコムが2039年に完成させたメガフロート式海上移動都市。島内にはニューコムの研究施設や工場設備を始めとした民間施設も多数存在しているが、軍港や空軍基地などの軍事施設があるため、実質的には移動軍事拠点として機能する。住居に関しては、完成後しばらくの間はニューコム社員にのみ販売していた。
NUN（新国際連合共同体 / Neo United Nations）
国際平和や友好の維持を目的とする国際機関。USEA北部のスナイダーズ・トップに本部を置く。
企業の影響力増大による国家の弱体化や国家数そのものの減少によって、既に大規模な国家間紛争と呼べるものはなくなって久しく、それに代わり激化しつつあるゼネラルやニューコムなどによる企業間紛争の調停役となっている。
UPEO（ユーピオ / Universal Peace Enforcement Organization）
NUN直属の治安維持対策機構であり、USEA東部に位置する都市エキスポ・シティーに本部を構える。民族や国家の枠組みを超えた全世界の平和と治安の維持を目的とし、平和維持委員会が有する権限によって、統治力を失った国家に代わり企業を法的に拘束できる数少ない非企業組織である。しかし、近年までNUN所属議員の大半がゼネラルリソース出身者で占められていたため、国連の体を装ったゼネラルリソースの代行機関とも言えた。2037年にクラークソン議員が代表就任したことで改革が進められ、対話による企業間紛争の解決を試みるなど、設立の精神である平和主義を再確認し、その本来の役割を取り戻しつつあると見られている。
ある程度の軍備を保有しているが、中立性維持のために脅威となりうる強力な兵器の保有を意図的に避けていたこと、ゼネラルの影響力などの政治的事情、実際の派兵回数の少なさなどから「張り子の軍隊」と揶揄されている。組織改革によって国際社会でのUPEOの役割が増大しつつある現在では、深刻化する企業間紛争に対応するために新たに軍備の増強を急いでいる。
組織的には安保理に近いが、独自の軍事力を有している点が異なる。『リッジレーサー6』にはISAF軍（『エースコンバット04』）の機首にUPEOのマークが描かれた航空機が駐機してある。
SARF（サーフ / Special Armed Response Force）
UPEOの特別航空部隊。国連直属の組織というUPEOの立場上、本格的な軍事力の保持は避けられていたが、企業間紛争の深刻化に対応するために、2040年になってSARFが設立された。設立間もない新組織であり、隊員は実戦経験の乏しい若手が主体である。「国連による侵略」というイメージを避けるため、当初は高性能な兵器はあまり保有していなかった。しかし、後に紛争激化を受けて軍備増強を行い、ゼネラルリソースとニューコムの双方から機体の提供を受けるようになる。それらの機体は性能面で両社の保有する新鋭機に劣るため、UPEOによる戦闘機の自主開発も継続して行われている。
『リッジレーサーシリーズ』にSARFのエンブレムが使用されたデザインも存在する。
ウロボロス（OUROBOROS）
全人類に肉体を放棄させ、精神をエレクトロスフィア上に移行させるという目的で武装蜂起したクーデター軍。
声明文の呼びかけに応じた、ゼネラルリソース、ニューコム、UPEOの各々に所属するパイロットが集結して結成された。組織マークは、組織名であるウロボロスをイメージしたものである。声明文の映像ではライフゲーム的なものを多用する。空中空母スフィルナを拠点にし、最新鋭の戦闘機を黒くカラーリングして使用している。
※ 『リッジレーサー6』にマークが描かれた航空機が登場する。また、『リッジレーサー3D』にマークが描かれたデザインも存在する。
USEA（ユージア / United States of Euro-Asia）
ユージア大陸の全域を領土とする巨大連邦国家。しかし、都市計画や公共事業を始めとして司法や警察に至るまで、およそ国家としての機能の大半をゼネラルリソースに依存しており、その名称はもはや単なる地域区分以上の意味を持っていない。
EAPN（Euro-Asia Pubilic Network）
2003年に設立されたUSEA国営放送局。
グローバルウェイ（Global Way）
地球環境保護団体。スローガンは「地球の道が、我々の進むべき道である。」。
近年ますます問題となっている地球温暖化や、大規模な都市開発計画による環境破壊に対し、環境保護を積極的に訴えかけている。作中ではニューコム・バイオに対し、「ナノ公害訴訟」なる訴訟を起こしていることがニュースで報じられている。

### 架空の技術/製品
エレクトロスフィア（Electrosphere）
ゼネラルリソースが開発した情報ネットワーク空間。「electro（電気的な）」と「sphere（粒子の集まる球体）」を掛け合わせた合成語。登場以来情報化社会の急激な発展を促した。一般向けに実用化された2020年以降で、データースワローリリース後の現在ではテレワーク、オンライン学習の一般化(ならびにそれに伴う外出の娯楽の嗜好化)など人々の生活になくてはならないものとなっている。
データースワロー（Data-swallow）
ゼネラルリソース社が2032年に発売した端末用OS。エレクトロスフィアに接続するブラウザを搭載している。エアロコフィンにも対応しており、戦闘機の制御にも利用されている。
主なコンテンツとして、ビデオフォンやデータ放送、文字放送などがある。ビデオフォンは、留守電のような録画式や多人数による同時会話も可能。ゲーム後半になると明らかになるが、特殊なデータ圧縮による長時間のビデオメッセージも送ることが出来る。発売後からエレクトロスフィアと共に爆発的に普及し、娯楽からテレワークまで包括的に提供する生活の必需品となっている。ゲーム開始時（2040年）のバージョンは「3.2.2」にアップデートされており、アップデート直近に大規模な範囲で蔓延したコンピュータウイルスへの対応や、既に使われなくなった言語の翻訳機能、ビデオフォンでの画像音声シンクや編集機能などのソフトの追加がなされている。
起動中、画面はクリーム色のようなチューブ型トンネルのような空間を進んでいく。その時折、トンネルと同じ色の球状の物体が通り過ぎていく。
起動画面は右半分は白を基調にアイコンが表示されるものだが、左半分は各陣営でデザインが異なっている。詳細は以下の通り。
- ゼネラルリソース：青を基調とし、上部に白抜きで「G」を図案化したロゴマークとその下に白字で「General Resource LTD」と表示される。
- ニューコム：オレンジを基調とし、上部に「N」を図案化したロゴマークとその下に黒字で「Neucom inc.」と表示される。
- UPEO：セピア色を基調とし、上部にハトを図案化したロゴマークが表示される。
- ウロボロス：黒を基調とし、上部にウロボロスを図案化したロゴマーク、下部に灰色のバーコード状の図案が表示される。

本作では、ブリーフィングもデータースワロー搭載のブラウザからの視点で行われており、ミッション以外では大半がこの視点で構成されている。また、ブリーフィングから機体選択を実行すると「CONNECTED（接続）」という画面表示を経て戦闘機のHUDへ移行する。
ピーカブン（Peek-a-boom）
データースワローバージョン3.0.1以降のOSに対応した、様々な用語を検索できるアプリケーション。
キーワードを選択するとエレクトロスフィア内を検索、該当データをカラー画像と共に表示する。その利便性からあらゆる局面で使用されている。
提供元は用語検索に特化したサーバーを所有する学術出版会社「グロッサリー研究所」。
文字放送
エレクトロスフィアを介して配信される、テキストデータの情報サービス。
発売当初よりデータースワローに組み込まれており、当初はサービス利用者がOS購入者の8割を占めていたが、翌年のNVSによる放送配信サービスの開始と同時に利用者は激減。現在はテキストデータに加え画像も配信している。
エアロコフィン（Aero-Coffin）
このゲームでの戦闘機の総称。コフィン = Coffinとは「COnnection For Flight INterface」の略語で「神経接続による軍用兵器操縦システム」を示している。兵器と神経接続された操縦士は、装甲で覆われ完全に外界から遮断されたコクピットの中に横たわり、ヘッドマウントディスプレイや全周モニターから外部の全視野を得て操縦を行う。この状態があたかも「棺 = Coffin」に入っているように見えることにかけたネーミングでもある。
単に「コフィン」といえば、この形式のコクピットシステム単体（陸上・航空など兵器種問わず）を指すが、これを使用した航空機に関しては「エアロコフィン」と称する。衛星通信網を利用したテレ・イグジスタンスにより、パイロットが航空機に直接乗り込まなくても遠隔操縦での戦闘は可能だが、空戦においては遠隔操縦時のタイムラグの影響が無視できないため、優秀なパイロットの多くは遠隔操縦を避け、自らが乗り込んだ戦闘機で出撃している。詳しい説明についてはコフィンシステムを参照。
『5』で登場する「ファルケン」では似たような設定のコクピットが描写され、COFFINシステムと呼称されていたが、年式的に古いせいか『3』に登場するコフィンよりも劣る機能しか付与されていない。UGSFシリーズの『New Space Order』ではさらに発展し、登場する機体「ジオキャリバー2」の操縦システムもコフィンシステムと呼称されている。
ENSI規格
ENSIとは「Electro-Neuron-Synapce-Interface」の略語で、パイロットの神経細胞とコンピュータを接続する回路のバス規格を言う。これによってパイロットは、文字通り意のままにエアロコフィンを操縦する。2040年時点では、ENSI規格のケーブルを使って、パイロットの掌(手の甲など)から運動神経系と反射神経系の神経細胞の活動を読みとる複数の電極と、機体のコンピュータを繋ぐ形式が一般的なものとして浸透している。ただしレナの使用しているENSIシステムは、首筋に移植された人工光速神経網（オプトニューロン）を使用した独自のものである。
UGSFシリーズの『New Space Order』では、ENSI規格を元にさらに発展した規格「N.B.B.（Navigate By Biosignal = ナビゲート・バイ・バイオシグナル）」が登場している（ より）。
Rナンバー（R-Numeral）
ニューコム社製航空機の通称であり、同社の優れた航空技術力の代名詞となっている。ニューコム製航空機の型番には「革新的」を意味する「Radical」の頭文字「R」が使用されていることから生まれた俗称。最新鋭の機体にはエネルギー弾を発射する機銃「パルスレーザー」も搭載可能。
ナノバイト（Nano-bite）
ニューコム・バイオが開発した粒子サイズのナノマシン。組み込まれたプログラムにより様々な環境に適応し、自己増殖を繰り返しながら進化する能力を持つ。製品のCMではナノバイトを基にしたデフォルメキャラクターを用いて宣伝を行っている。製造関係で大幅な技術的省力化を達成可能にするが、仮に暴走した際には制御を外れて増殖し広範囲が汚染される危険性があり、これに対応するための中和剤「アンチナノバイトボム」も存在する。
さらなる応用として、宇宙開発や新世代エネルギーとしての利用も計画されている。
UGSF関連作品である『しんぐんデストロ〜イ!』に登場するR.U.T.Y.は、ナノバイトを改良した物で形成されている。
イーオン粒子（Aeon）
基本的に空気清浄の目的で使用される粒子。イーオン粒子を発生させる大型の施設「イーオン・ジェネレーター」が都市部に設置されている他、家庭用製品として「イーオン・ジェット」がある。
サブリメーション（電脳化）
ヒトの人格データをコンピュータのソフトウェア上に転写・複製する技術である。大元の単語は「昇華、純化、理想化」といった意味。
ヨーコ・マーサ・イノウエが基礎理論を構築して検証を進め、デッドコピー（複製）の作製が可能となるまで研究が進められていたが、研究施設の爆破により研究は凍結される。ニューコムに所属するサイモンが提唱する自律思考型AIの理論もこの考え方に近い。
P.I.G.
Programmed Intelligenceの略称で、プログラムされた思考型人工知能のこと。名称は科学者たちが開発初期での知能レベルの低さを「豚」と皮肉ったのが由来で、ニックネームとしては「ピギー」とも呼ばれる。
その後登場した非フォンノイマン型生体コンピュータにより飛躍的に発展し、「意識を持つまであと一歩」という段階まで技術研究が進んでいる。
インサネット（In-sa-net）
Inter-Satellite-Network（衛星間情報網）の略称。
地上のあらゆる地点から通信が可能な相互衛星通信システム。これにより通信衛星を媒体に遠隔地の敵軍の動きを把握したり、地上のあらゆる兵器を遠隔操作することが可能となったが、実際はネットワーク上に施されたプロテクトのため、現状許可なくして兵器の操作は出来ない。

### 登場架空兵器

#### ゼネラルリソース
（ゼネラルには実在機をモデルとした機が多いが、それらについては後述する）
F/A-32C アーン（Erne）
あらゆる任務に対応する高い汎用性を目指して開発されたマルチロール機。しかし、想定任務の多彩さが開発期間とコストの大幅な増加を招き、実戦部隊への配備数は少数に留まっている。主に旧式機であるF-16XF/XA、F/A-18Iからの更新が進められている。
デザインの原型はゲーム開発当時、統合打撃戦闘機（JSF）計画制式採用機の座をX-35と争っていた「X-32」と考えられている。現実のX-32はX-35との開発競争に敗れて不採用となり（X-35はF-35として制式採用されている）、「F/A-32」は実在しない戦闘機となってしまった。X-32と比較して、エンジンが双発となっている他、形状もスマートになっている。
アーン（Erne）とはウミワシの意。
全長：13.72m、全幅：10.97m、全高：3.51m、総重量：22680kg、最高速度：2324km/h
XFA-36A ゲイム（Game）
ゼネラルリソースがニューコムの新型機に対抗するため、高機動ステルス実験機（公式な記述は無いが、X-36（無人の縮小モデルのみ実在）に型番・形態ともに酷似している）のデータを基に開発した無尾翼高機動ステルス戦闘機。無尾翼という特殊形状や3次元推力偏向ノズル、飛行速度に応じて折り畳まれる主翼の翼端可変機構といった特徴を持ち、高いステルス能力、機動性、安定性を兼ね備える。
愛称「ゲイム」の由来は公式には説明されていない。Gameにはゲームや狩猟鳥、闘鶏に使われる軍鶏の略称といった意味がある（Gamecock）。
全長：19.51m、全幅：13.2m、全高：2.8m、総重量：32116kg、最高速度：3304km/h
アントリオン（Antlion）
ゼネラルリソースの空挺部隊に配備されている多脚空挺戦車。キャタピラやタイヤではなく、4つの脚によって移動する点が特徴。
アントリオン（Antlion/アントライオン）とはアリジゴクの意。同名称の戦車が『タイムクライシス』に登場している。
O.S.L（衛星軌道上レーザー / Orbital Satellite Laser）
R.ヘルナンデス博士によって開発された、衛星軌道上からの攻撃が可能なレーザー兵器。ゼネラルリソースが保有する4基の軍事衛星に搭載されている。

#### ニューコム
R-101 デルフィナス#1（Delphinus #1）
全長：20.48m、全幅：12.6m、全高：4.1m、総重量：8098kg、最高速度：2856km/h
従来の常識にとらわれない新しい理論に基づいて設計・開発された制空戦闘機。Rナンバーシリーズの中核を成す主力機。機体の90%を占める新素材と層流制御技術を用いた独特の流線形のボディに、新開発の高出力エンジンを組み合わせ、ニューコムの革新的技術がふんだんに盛り込まれている。後にUPEOにもR-101Uとして供与された。
愛称はマイルカ属の学名に由来。
シリーズ後継作である『ACE COMBAT X Skies of Deception』および『ACE COMBAT X2 JOINT ASSAULT』に、機体形状、カラーリング、HUD等に類似点を持つ、Rナンバーのプロトタイプと思わしき機体『YR-99 フォルネウス』が登場し、『エースコンバット インフィニティ』に本機が登場した。
R-102 デルフィナス#2（Delphinus #2）
全長：20.52m、全幅：13.2m、全高：4.5m、総重量：9057kg、最高速度：3304km/h
デルフィナス#1の改良型。エンジンを高出力の単発エンジンに変更するなどの改良により翼面荷重が低下。旋回性をはじめとした機動性能が向上している。
R-103 デルフィナス#3（Delphinus #3）
全長：20.66m、全幅：13.8m、全高：4.9m、総重量：10040kg、最高速度：3920km/h
デルフィナスシリーズの最新型。カナードの追加などにより安定性が向上しており、より高度な機動をパイロットの技量に依存せずに行うことが可能となっている。また、エンジンをデルフィナス#2と同型のものを2基搭載する双発としたことで、出力が大幅に向上している。
R-201 アステロゾア（Asterozoa）
全長：18.13m、全幅：20.6m、全高：2.9m、総重量：25013kg、最高速度：1540km/h
対地攻撃を目的に開発された攻撃機。双胴式の機体構造が特徴で、搭載量や安定性、耐久性に優れる。その反面、空気抵抗や重量が増加したため運動性は低い。ゲーム中では再現できないが、航空ショーでプガチョフ・コブラを披露して関係者を驚かせた。後にUPEOにもR-201Uとして供与された。
愛称はヒトデなどが属する星形動物亜門の学名に由来。
R-211 オルシナス（Orcinus）
全長：22.56m、全幅：8.2m、全高：2.21m、総重量：12022kg、最高速度：3304km/h
R-201 アステロゾアの後継となる超音速攻撃機。低速のため被撃墜率が高かった、それまでの主力のアステロゾアの欠点を解消するために新たに開発された。攻撃機としての高い攻撃能力や安定性、耐久性はそのままに、最高速度を大きく向上させている。一方で、改善されてはいるものの、運動性は低いままである。UPEOも調達したが、ニューコム所属機に偽装し極秘作戦に使用されたため、UPEO所属機を表すR-211Uの形式番号は与えられず、塗装もそのままである。
愛称はシャチ属の学名に由来。
R-311 レモラ（Remora）
全長：14.88m、全幅：5.82m、全高：1.8m、総重量：5105kg、最高速度：5068km/h
母機であるR-531 モビュラによって射出、回収される高高度からの奇襲作戦専用のパラサイト・ファイター。従来の機体から不必要だと思われる機能を全て削り取って最高速度や俊敏さを追及した結果、ほとんどミサイルのような外観となった。極端に軽量化されており、上昇性能や旋回能力などに優れるが、耐久性や安定性は低い。航続距離も短く、作戦空域からの離脱には母機であるモビュラへの再懸架が必要となる。ゼネラルリソースの「RF-12A2 ブラックバード」と並んで世界最速の戦闘機とされている。
愛称はコバンザメの1属ナガコバン属の学名に由来。
R-352 セピア（Sepia）
全長：30.16m、全幅：10.74m、全高：4.9m、総重量：60280kg、最高速度：3054km/h
衛星攻撃など宇宙空間での軍事作戦に用いられる武装シャトル。分類上は成層圏射出用ロケット機とされる。ロケットブースターによって打ち上げられ、作戦完了後はそのまま大気圏に再突入し空港に着陸、帰還する。搭載量の大半は機動用推進剤に充てられており、宇宙空間での機動性は非常に高い。また、大気圏離脱と再突入時に「熱の壁」に達した際に発生する断熱圧縮に耐えるため、高い耐久性を持つ。兵装として宇宙空間専用のエネルギー兵器であるニュートロンビーム（中性子砲）とプラズマビーム（陽電子砲）を備える。
通常、作戦の対象は宇宙空間を主軸とするが、メガフロートの分譲住宅の一般開放の際の式典においては、レモラとともに公開飛行をしている。
愛称はコウイカ属の学名に由来。
R-501 ライコドン（Rhincodon）
全長：75.75m、全幅：45.2m、全高：6.85m、総重量：350498kg、最高速度：1836km/h
大量の貨物を積載可能な大型輸送機。また、輸送機としては非常に高速なのも特徴。空中給油機として改造された機体も存在する。
愛称はジンベエザメ属の学名（Rhincodon / リンコドン）に由来。
R-505U
全長：80m、全幅：22.6m、全高：9.2m、総重量：181030kg、最高速度：3060km/h
要人専用機としてニューコムよりUPEOに提供された超音速輸送機。高速でありながら揺れもほとんど感じられない快適性を誇る。UPEO編では中盤のあるミッションで護衛対象として登場するが、ここで本機を撃墜するか否かでUPEO編かニューコム編かの分岐となる。一方でゼネラル編では同じ出来事を描いたミッションにおいて撃墜対象となる。
R-531 モビュラ（Mobura）
全長：99.83m、全幅：110.8m、全高：17.58m、総重量：432040kg、最高速度：1102km/h
R-311 レモラの搭載母機。長距離巡航能力のないレモラの専用輸送機であり、自身には戦闘能力がほぼない。機体胴体下部にレモラを2機まで懸架可能で、高高度で作戦空域へ接近した後にレモラを発進させる。作戦終了後は再びレモラを空中で回収、懸架して離脱する。
愛称はイトマキエイ属の学名に由来。
R-701 トライキス（Triakis）
全長：15.3m、全幅：16.7m、全高：2.66m、総重量：5540kg、最高速度：734km/h
主に拠点防衛に用いられる最新の攻撃ヘリコプター。コンピュータ管理により、攻撃なども全て自動で行われる。
愛称はドチザメ属の学名に由来（Triakis / トリアキス）。
R-808 フォーカ（Phoca）
全長：29.74m、全幅：15.96m、全高：5.51m、総重量：72310kg、最高速度：不明
衛星軌道基地と地上との往復に用いられる再使用型宇宙往還機。スペースシャトルを基にニューコムの最新技術を投入して改良したもの。
愛称はゴマフアザラシ属の学名に由来。
XR-900 ジオペリア（Geopelia）
全長：17.18m、全幅：29.95m、全高：3.72m、総重量：30218kg、最高速度：5068km/h
ゼネラスリソースからニューコムへ移籍した開発者たちが、X-49 ナイトレーベンを基に開発中の無人戦闘機。テストのために仮の操縦席が組み込まれており、パイロットは後ろ向きに搭乗する。
愛称はハト科チョウショウバト属の学名に由来。ニューコム系の航空機の中で唯一、愛称が海洋生物ではない機体。

#### ウロボロス
UI-4053 スフィルナ（Sphyrna）
全長：238.5m、全幅：90.92m、全高：53.44m、総重量：254200kg、最高速度：404km/h
革命組織ウロボロスの本拠地であるECM空中空母。巨大な飛行船型の機体下部に発着艦機構を持ち、滑走路後部にある複数のアームを使って飛行する航空機を固定し艦内に格納する。バルーンにあたる部分には格納庫を持つ。大型機であるX-49 ナイトレーベンの収容も可能であり、機動性を向上させるためのイーオン・ジェネレーターも搭載されている。飛行速度は鈍足であるが、満載された対空火器と搭載戦闘機により、容易に敵機の接近を許さない他、見た目に反し耐久力も桁違いであり撃墜は容易ではない。また、ECM空中空母の名の通り、強力なジャミング能力を持つ。この能力は、UPEO編において大規模戦争を引き起こす事実上のテロ活動を隠蔽するために使用された。
機種名はシュモクザメ属の学名。
UI-4054 オーロラ（Aurora）
全長：30.36m、全幅：17.14m、全高：6.25m、総重量：60100kg、最高速度：3920km/h
SR-71の後継機として、極秘に開発されていたとされる機体。その存在が明らかにされないまま年月が過ぎていったため、詳細は不明。漆黒の巨大な機体で、胴体下部にエンジンを4基搭載するという独特の形状を持つ。速度や機動性といったあらゆる性能が高く、ナイトレーベンに匹敵するスペックを持つとも言われている。

X-49 ナイトレーベン（Night Raven）
全長：17.2m、全幅：30.11m、全高：3.82m、総重量：39940kg、最高速度：5068km/h
ゼネラルリソースが開発していた次世代戦闘機の実験機である。ブーメランのようなフォルムの複葉機で、大出力のレーザー兵器が搭載されている。複葉形状、イーオン粒子を利用した新型エンジン、オプトニューロンの採用で、旧来の戦闘機とは一線を画する性能を誇る。
レーベン（Raven / レイヴン）とは、ワタリガラスの意。

#### UPEO
独自に開発した機体やゼネラルリソース製の機体の他、ニューコムからも以下のRナンバーが供給されている。
- R-101U
- R-201U
- R-211
- R-505U

#### その他
UI-4052 クラリアス（Cralias）
匿名テロリストがテロ行為に用いた、細菌兵器を搭載した飛行船。形状はスフィルナに似ているが、攻撃能力はなく、耐久性も極めて低い。「クラリアス」という名称は“真のエンディング”においてNemoが現実世界にパージされた際に表示されるコマンドプロンプト画面において一瞬であるが確認できる。
機種名はヒレナマズ属の学名に由来するが、上記の名称は誤表記であり、正しくは「Clarias」である。

#### 実在機をモデルとした機体
以下のゼネラル及びUPEO機は、世界で大きな軍事衝突がなかったため軍用機が新規設計されることは少なく、コフィンシステム開発等の技術革新や新素材の開発に応じた改良を施した上で未だ現役であるとされている。実在機と型番や愛称が異なるのはそのためである。ニューコム機には（新興企業という設定上の背景もあり）実在機をモデルとしたものは無い。なお、モデルになった機体として記載しているのはあくまでも「ゲーム開発の際に、登場機体のデザインや名称のモデルとなったと思われる航空機」であり、設定上の繋がりは定かでないものが多い。
ゼネラルリソース所属機
- F-15S/MT イーグルプラス:F-15S/MTD
- F-16XF ジャーファルコン:YF-16 CCV
- F-16XA セイカーファルコン:F-16XL
- F/A-18I ホーネットADV:F/A-18E
- A/F-117X NAVホーク:F-117
- F-22C ラプターII:F-22
- RF-12A2 ブラックバード:YF-12A
- B-1C ランサー:B-1
- C-17B グローブマスターIII:C-17
- KC777:ボーイング777
- V-22B オスプレイ:V-22
- AH-66B コマンチ[注 6]:RAH-66

UPEO所属独自開発機
- EF2000E タイフーンII:ユーロファイター タイフーン
- MiG-33 ファルクラムSS[注 7]:MiG-29
- Su-37 スーパーフランカー:Su-37
- Su-43 ベルクト:Su-47

UPEO所属ゼネラルリソース社製機
- F-16XFU:F-16XF ジャーファルコン
- F/A-18U:F/A-18I ホーネットADV
- EK-17U[注 8]:C-17B グローブマスターIII の給油型

## 収録機体
プレイアブル機はすべて架空機で、計27種中1機種のみ関連商品のデータを必要とする。
本作ではシリーズで初めて機種の分類が設定された。高高度戦闘機、宇宙戦闘機など、その分類体系は次作以降とは異なる本作独特のもので、収録されたミッションの特殊さが表れている。また、機体選択も購入制ではなくルート別で分けられ、同じルート上でもミッション内容や進行状況によって使用可能機体が変わるため、メインシナリオではミッションによって使用可能機体が絞られる。
| 使用可能ルート   | 戦闘機 （Fighter）     | 攻撃機 （Attacker） | 戦闘攻撃機 （F/A）  | 先進的戦闘機 （Advanced Fighter） | 高高度戦闘機 （Strato Fighter） | 宇宙戦闘機 （Star Fighter） |
| ---------------- | ---------------------- | ------------------- | ------------------- | --------------------------------- | ------------------------------- | --------------------------- |
| UPEO             | MiG-33 EF2000E F-16XFU | R-201U              | F/A-18U R-101U      | Su-37 Su-43                       |                                 |                             |
| ゼネラルリソース | F-15S/MT F-22C         | A/F-117X            | F-16XA F/A-32C      | XFA-36A ※1                        | RF-12A2                         |                             |
| ニューコム       |                        | R-211 ※2            | R-102               | R-103 ※1                          | R-311                           | R-352                       |
| その他           | F-16XF ※3              | R-201 ※3            | F/A-18I ※3 R-101 ※3 | UI-4054 ※3 XR-900 ※3※4 X-49 ※5    |                                 |                             |

- ※1：ゼネラルリソースからウロボロスに移籍した場合はXFA-36A[32]。ニューコムからの場合はR-103[33]。
- ※2：UPEOルートでもニューコム所属機を偽装するミッションで使用[34]。
- ※3：ミッションシミュレータモードでのみ選択可能。全ミッションの評価率を上げることで段階的に解放される[35]。
- ※4：ゼネラルリソースルートでもミッション中にハッキングして使用する[36]。
- ※5：『ACE COMBAT 3 electrosphere ： DIRECT AUDIO with AppenDisc』の特典。アペンドディスクをゲーム機でロードすることで使用できる[37]。

## 関連商品
- 『ACE COMBAT 3 electrosphere ： DIRECT AUDIO with AppenDisc』 メディアファクトリー、1999年
  - 本作のサウンドトラックCD。アペンドディスクが付属する。アペンドディスクには、ゲーム本体でロードするとナイトレーベンが使用可能になる「deadcopy」のセーブデータ、ナイトレーベンの流出動画の報道という設定のムービー、設定資料などの画像集などが収録されている。
- 『エースコンバット3 エレクトロスフィア　ミッション&ワールドビュウ』 メディアファクトリー、1999年
- 『ナムコ公式ガイドブック エースコンバット3 エレクトロスフィア』 ナムコ、1999年
- 『エースコンバット3 エレクトロスフィア　ハイパーガイドブック』 ソニー・マガジンズ、1999年
- 『エースコンバット3 エレクトロスフィア ミッションゼロ』 メディアファクトリー
  - 解説ビデオ。容量の都合などから本編未収録となった映像などが収録されている。映像の声についてはゲーム本編に出演した別の声優の割り当てが行われている。
- 『エースコンバット3 ピンズバッヂ』 ナムコ、1999年
  - コンビニ予約特典。UPEOのロゴマークをあしらったピンズバッヂでコンビニ予約者に配布された。